# Campo de Caso
Campo de Caso är en ort i Spanien.   Den ligger i provinsen Province of Asturias och regionen Asturien, i den norra delen av landet, 300 km norr om huvudstaden Madrid. Campo de Caso ligger 581 meter över havet och antalet invånare är 2 071.
Terrängen runt Campo de Caso är huvudsakligen lite bergig. Campo de Caso ligger nere i en dal. Runt Campo de Caso är det mycket glesbefolkat, med 5 invånare per kvadratkilometer. Närmaste större samhälle är Piloña, 18,6 km norr om Campo de Caso. Omgivningarna runt Campo de Caso är en mosaik av jordbruksmark och naturlig växtlighet.